# Hans Debus
Hans Debus (* 11. Juli 1919 in Wald, heute Solingen-Wald; † 14. Februar 1945 in Solingen) war ein Widerstandskämpfer gegen den Nationalsozialismus.

## Leben

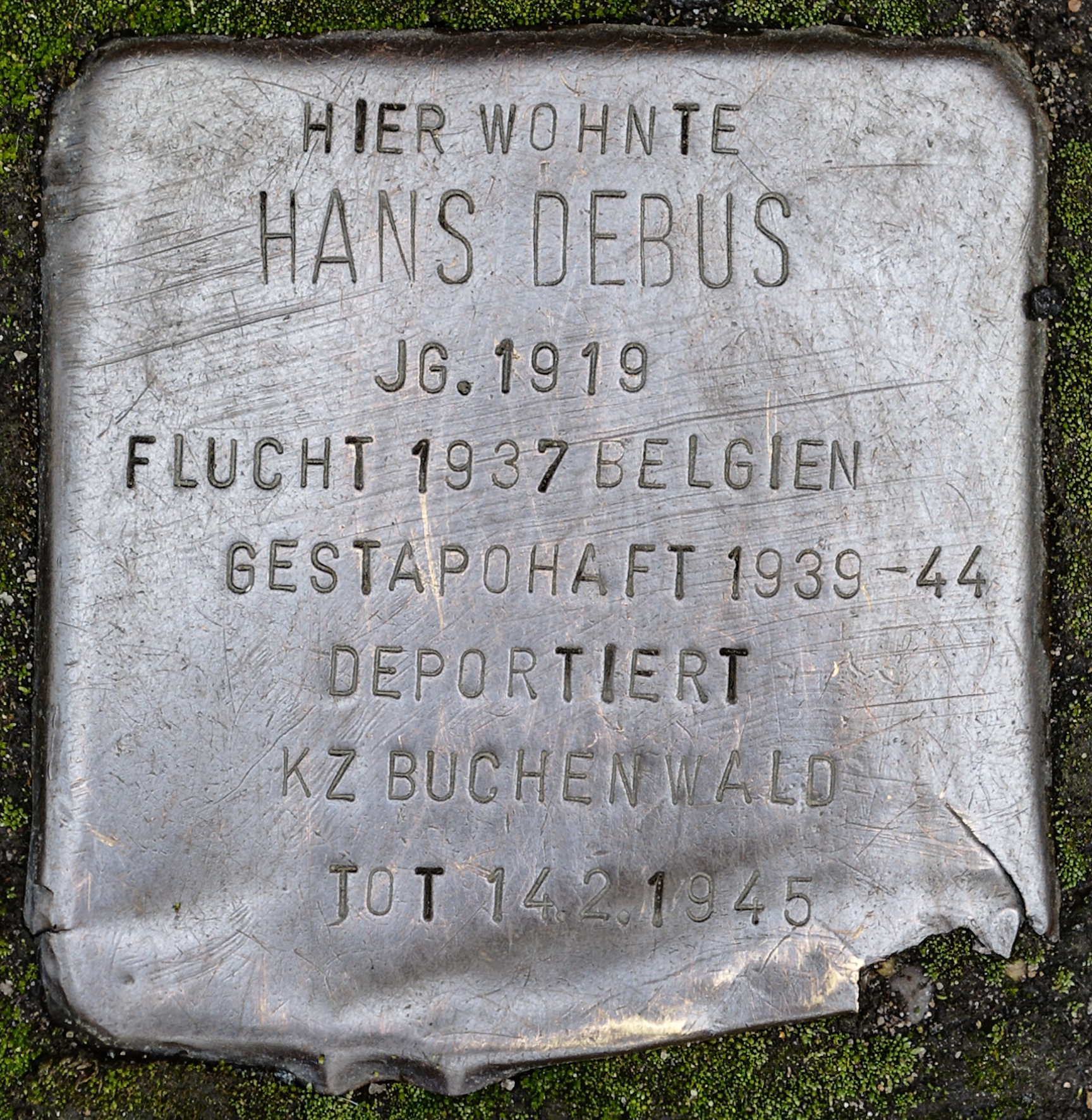
Stolperstein Hans Debus Krausen 1–3 in Solingen

Debus stammte aus einer Arbeiterfamilie. Er war gerade erst fünf Jahre alt, als sein Vater starb. Er besuchte die weltliche Volksschule in Wald. Bereits als Jugendlicher beteiligte er sich mit dem Verteilen illegaler Flugschriften am Widerstand gegen das NS-Regime. Im August 1937 entging er der drohenden Verhaftung durch Flucht nach Belgien. In Belgien schloss sich Debus dem Widerstand der KPD an und brachte im Auftrag der Partei illegale Schriften über die Grenze nach Deutschland. 
Bei einem Grenzübertritt in Aachen wurde Debus am 18. August 1939 durch die Polizei verhaftet und nach Berlin-Moabit gebracht. Als Schutzhäftling wurde er durch die Gestapo Aachen am 28. Juni 1940 in das KZ Dachau eingeliefert; am 12. Juli 1941 wurde Debus nach Buchenwald verlegt, später zur Zwangsarbeit in das Außenkommando Messelager Köln überstellt. Im April 1944 gelang ihm die Flucht aus dem Messelager Deutz. Debus verbarg sich zunächst in Köln und fand Kontakt zu Widerstandsgruppen in der Stadt, unter anderem zu den Edelweißpiraten.
Durch die fünfjährige Haft schwer erkrankt (Lungentuberkulose) entschloss sich Debus jedoch bald bei seiner Schwester in Solingen unterzutauchen. Er starb dort am 14. Februar 1945. 
Seit August 2005 erinnert in der Hofschaft Krausen in Solingen ein Stolperstein an Hans Debus.